# Druelle
Druelle est une ancienne commune française située dans le département de l'Aveyron, en région Occitanie. Elle est intégrée depuis le 1er janvier 2017 à la commune nouvelle de Druelle Balsac.

## Géographie

### Site
Druelle est située en rive droite de la rivière Aveyron, juste à l'ouest de Rodez.
Le long du cours d'eau se trouvent plusieurs moulins à eau qui transforment le blé en farine pour la consommation locale appelé minoterie.

### Hameaux
Abbas se situe plus à l'ouest. La route D57 en provenance de Valady (au nord), après avoir coupé la D994, traverse le hameau avant d'atteindre Les Planques où elle franchit l'Aveyron.

## Histoire
Avant la Révolution, le territoire de Druelle se partageait entre plusieurs paroisses :
- Saint-Martin-de-Limouze (bourg de Druelle, Pradines, Agnac, Anglade haut, Ayssiols, Lagarrigue, le Pas) ;
- Abbas (l'Hospitalet, César, les Planques, la Landelle, Murat, moulin du Cros) ;
- Moyrazès (Saint-Clément, la Sagette, Soleillac) ;
- Ampiac (Castan, Roumeguet, le Baguet, Ayssens, la Bescalerie, Cayssiols).

Ampiac avait deux châteaux, l'un dans le même lieu, l'autre sur une éminence voisine (vraisemblablement Castan). On prétend qu'ils furent bâtis au XIIIe siècle par deux frères qu'une inimitié cruelle animait l'un contre l'autre et qu'Ampiac fut longtemps le théâtre de leurs sanglants démêlés. Jean de Portal, baron d'Ampiac, Castan et autres lieux, habitait le château en 1729. Jean-François de Saunhac-Belcastel, né au château d'Ampiac en 1765, fut évêque de Perpignan en 1824.
La commune de Druelle est créée par ordonnance du roi Louis-Philippe Ier le 3 juillet 1837.
Elle fusionne le 1er janvier 2017 avec Balsac pour constituer la commune nouvelle de Druelle Balsac.

## Politique et administration

### Liste des maires
| Période | Période  | Identité        | Étiquette | Qualité         |
| ------- | -------- | --------------- | --------- | --------------- |
| 2017    | En cours | Patrick Gayrard | DVD       | Agent technique |

| Période                                  | Période | Identité                  | Étiquette | Qualité         |
| ---------------------------------------- | ------- | ------------------------- | --------- | --------------- |
| 1840                                     | 1848    | Antoine Amans Henri Rodat |           |                 |
| 1848                                     | 1852    | Jean Raynal               |           |                 |
| 1852                                     | 1871    | Antoine Amans Henri Rodat |           |                 |
| 1871                                     | 1878    | Louis-Henri Rodat         |           |                 |
| 1879                                     | 1881    | Antoine Ginestet          |           |                 |
| 1881                                     | 1885    | Henri Rodat               |           |                 |
| 1885                                     | 1892    | Auguste Mazars            |           |                 |
| 1892                                     |         | Célestin Soulié           |           |                 |
| Les données manquantes sont à compléter. |         |                           |           |                 |
| 1941                                     | 1956    | Paul Cayla                |           |                 |
| 1957                                     | 1977    | Antoinette Cayla          |           |                 |
| Les données manquantes sont à compléter. |         |                           |           |                 |
| 1995                                     | 2008    | André Bernard             |           |                 |
| 2008                                     | 2016    | Patrick Gayrard           | DVD       | Agent technique |

## Population et société

### Démographie
L'évolution du nombre d'habitants est connue à travers les recensements de la population effectués dans la commune depuis 1793. À partir du 1er janvier 2009, les populations légales des communes sont publiées annuellement dans le cadre d'un recensement qui repose désormais sur une collecte d'information annuelle, concernant successivement tous les territoires communaux au cours d'une période de cinq ans. 
Pour les communes de moins de 10 000 habitants, une enquête de recensement portant sur toute la population est réalisée tous les cinq ans, les populations légales des années intermédiaires étant quant à elles estimées par interpolation ou extrapolation. Pour la commune, le premier recensement exhaustif entrant dans le cadre du nouveau dispositif a été réalisé en 2007,.
En 2014, la commune comptait 2 326 habitants, en évolution de +19,34 % par rapport à 2009 (Aveyron : +0,58 %, France hors Mayotte : +2,49 %).
| 1793 | 1841  | 1846  | 1851  | 1856  | 1861  | 1866  | 1872  | 1876  |
| ---- | ----- | ----- | ----- | ----- | ----- | ----- | ----- | ----- |
| 150  | 1 568 | 1 531 | 1 513 | 1 516 | 1 512 | 1 528 | 1 394 | 1 394 |

| 1881  | 1886  | 1891  | 1896  | 1901  | 1906  | 1911  | 1921  | 1926  |
| ----- | ----- | ----- | ----- | ----- | ----- | ----- | ----- | ----- |
| 1 509 | 1 545 | 1 553 | 1 424 | 1 370 | 1 332 | 1 266 | 1 219 | 1 211 |

| 1931  | 1936  | 1946  | 1954 | 1962  | 1968 | 1975 | 1982  | 1990  |
| ----- | ----- | ----- | ---- | ----- | ---- | ---- | ----- | ----- |
| 1 121 | 1 093 | 1 017 | 988  | 1 026 | 905  | 958  | 1 221 | 1 420 |

| 1999  | 2007  | 2012  | 2014  | - | - | - | - | - |
| ----- | ----- | ----- | ----- | - | - | - | - | - |
| 1 685 | 1 938 | 2 019 | 2 326 | - | - | - | - | - |

### Sports
- Club de football : Druelle Football Club[6].

## Culture locale et patrimoine

### Patrimoine civil
- Château d'Ampiac : c'est un bâtiment carré avec une cour au milieu, flanqué d'une grosse tour du côté du nord, où se trouve l'église qui n'est séparée du château que par une étroite ruelle, et de tourelles aux autres angles. Les murs, d'une grande épaisseur, sont en moellon noyé dans un ciment fort dur. La façade au levant donne sur la place du lieu. On y remarque aux combles d'élégantes croisées à fronton historié, construction évidemment postérieure au reste de l'édifice, dont le style semble annoncer le XIIIe siècle. Des mâchicoulis ceignent la tête des tours, et les murs sont percés çà et là par des meurtrières dont la bouche béante donnait passage à l'arquebuse. Un écusson incrusté sur les murs de la grosse tour porte trois pommes de pin, posées deux et une, armes parlantes de la maison d'Ampiac.
- Le village nommé Le Pas.

### Patrimoine religieux
- Église Saint-Christophe[7]
- Église de Saint-Clément[7]
- Église d'Abbas[7]
- Chapelle de Notre-Dame-du-Pas[7]

### Personnalités liées à la commune
- Famille de Rodat et Sainte Émilie de Rodat, fondatrice de l'ordre de la Sainte-Famille qui possède de multiples écoles dans le monde entier, est née au château de Druelle en 1787. Elle y a vécu une partie de sa jeunesse.
- Famille de Saunhac, à Ampiac.
- Monseigneur Alfred Couderc, né le 30 mai 1882 à Abbas, évêque de Viviers qui a participé au concile du Vatican II ouvert le 11 octobre 1962 sous le pape Jean XXIII.
- Antoinette Cayla est décédée en 2005 alors qu'elle avait presque 100 ans. C'était la sœur aînée du peintre Pierre Soulages.
- Nicole Belloubet (1955), professeur de droit, ministre de la Justice dont la famille paternelle vivait à Druelle jusqu'à la fin des années 1920.

## Pour approfondir